# Båltsnäs naturreservat
Båltsnäs naturreservat är ett naturreservat i Katrineholms kommun i Södermanlands län.
Området är naturskyddat sedan 2023 och är 40 hektar stort. Reservatet ligger söder om Katrineholm och består av barrblandskog, sumpskog. 